# Kaposense flórajárás

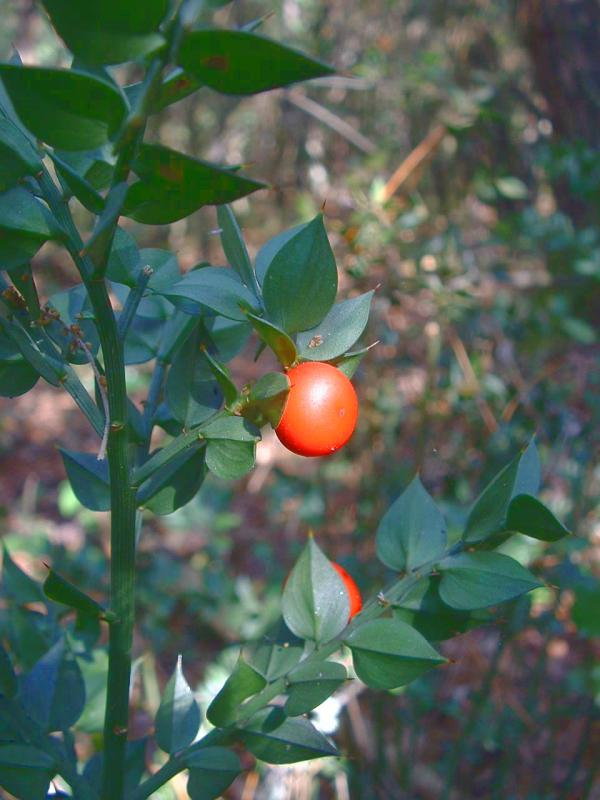
Szúrós csodabogyó

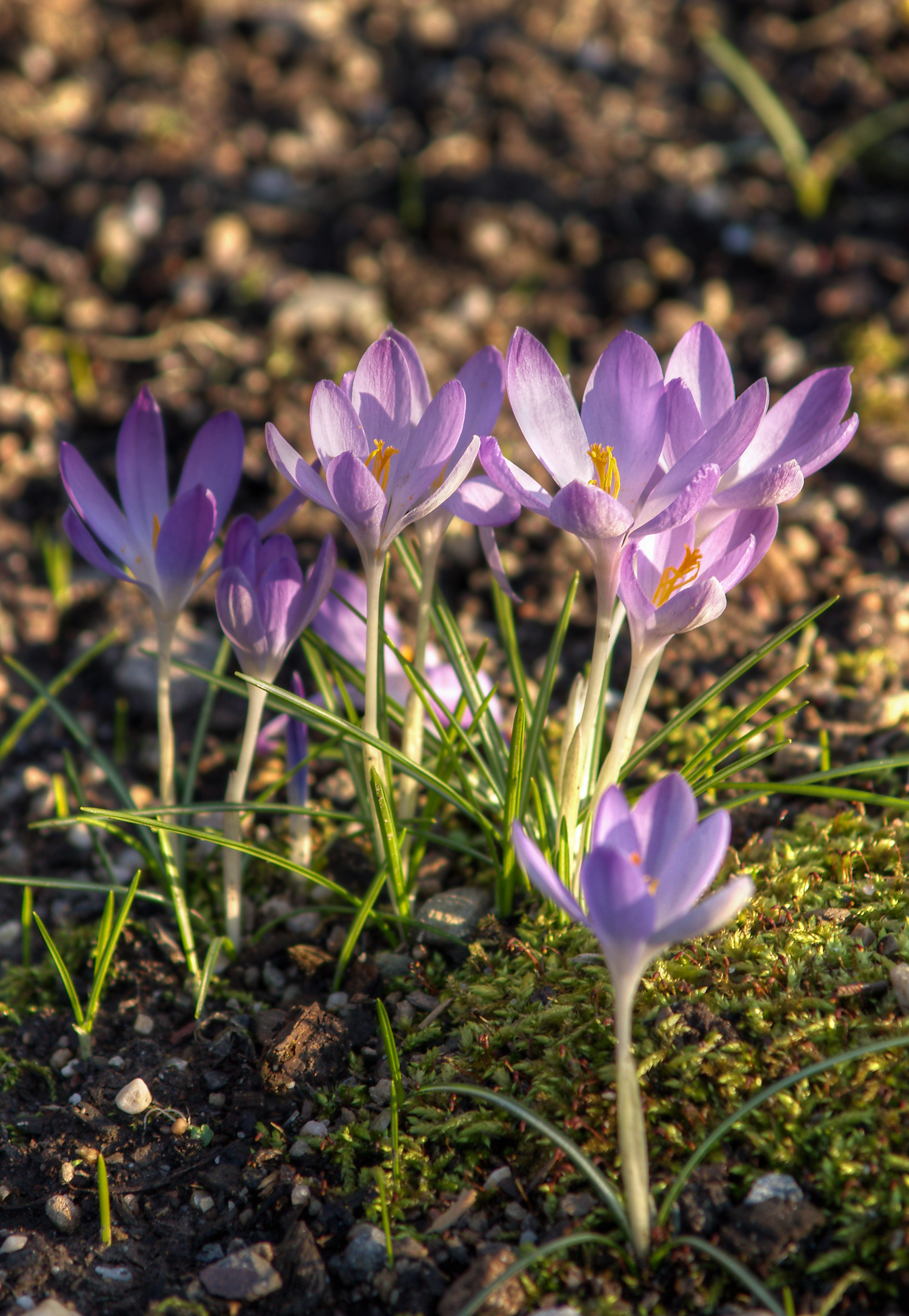
Illír sáfrány

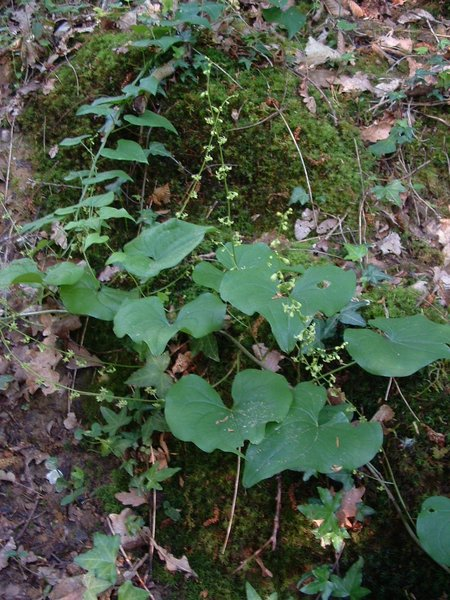
Pirítógyökér

A Kaposense a Dél-Dunántúlt felölelő Praeilliricum flóravidék egyik flórajárása.

## Földrajzi helyzete
A Balaton déli partja és a Tolnai-Hegyhát közti dombvidék.

## Talajképző üledékek
A felszín túlnyomó részét lösz borítja; uralkodó talajtípusa a mészlepedékes csernozjom. A völgytalpakon öntéstalajok alakultak ki. A Balaton partvidékén meszes homokot találunk.

## Tájegységei
- Külső-Somogyi-dombság (a Kaposvár–Fonyód vonaltól keletre a Sióig),
- Tolnai-Hegyhát (Hőgyésztől Simontornyáig).

## Éghajlata
A szubmediterrán és a kontinentális-pannon közötti, átmeneti jellegű.

## Jellemző növénytársulások és fajok
Növényzete a Pannonicum és az Illiricum flóratartomány közötti, átmeneti jellegű: a terület északi peremén már gyakoriak a löszpuszta-rétek és a cserszömörcés mészkedvelő tölgyesek. A Balaton partvidékének növénytakarója a Duna–Tisza közihez hasonló, de egyedülálló jellegzetessége a tengeri szittyó (Juncus maritimus). A tótól délre az egykori nagy berkek orchideákban dús lápflórájából alig maradt hírmondó. A terület legnagyobb részének növényzete telepített; az erdők többsége cseres tölgyes, illetve gyertyános-tölgyes. A néhány megmaradt, eredeti erdőfolt jellemző növénytársulása az ezüst hársas gyertyános–tölgyes.
Az erdők aljnövényzetében nő:
- kisvirágú hunyor (Helleborus dumetorum),
- illatos hunyor (Helleborus odorus, igen ritka),
- tarka lednek (Lathyrus venetus),
- szúrós csodabogyó (Ruscus aculeatus),
- illír sáfrány (Crocus tommasinianus, Gyulaj környékén),
- pirítógyökér (Tamus communis).

Bükkösök csak a számukra kedvezőtlen, viszonylag száraz és melegh éghajlat miatt csak néhány kisebb folton nőnek.
A löszgyepek tipikus fajai:
- vetővirág (Sternbergia colchiciflora, Látrány környékén).

A meszes homokpuszták a Duna-Tisza közén levőkhöz hasonlók, csak kisebbek.